# El Pont de Suert
El Pont de Suert – gmina w Hiszpanii,  w Katalonii, w prowincji Lleida, w comarce Alta Ribagorça, stolica comarki.

Herb El Pont de Suert

Powierzchnia gminy wynosi 148,14 km². Zgodnie z danymi INE, w 2005 roku liczba ludności wynosiła 2725, a gęstość zaludnienia 148,14 osoby/km². Wysokość bezwzględna gminy równa jest 838 metry. Współrzędne geograficzne gminy to 42°24'39"N, 0°44'33"E. Burmistrzem gminy od 1999 roku jest Albert Alins (CiU).

## Demografia
- 1991 – 2285
- 1996 – 2167
- 2001 – 2048
- 2004 – 2212
- 2005 – 2725

## Miejscowości
W skład gminy Vilaller wchodzi 25 miejscowości, w tym miejscowość gminna o tej samej nazwie:

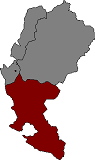
Położenie gminy na mapie comarki Alta Ribagorça

- Abella d'Adons – liczba ludności: 1
- Adons – 4
- La Beguda d'Adons – 2
- Les Bordes – 14
- Castellars – 10
- Castilló de Tor – 10
- Casòs – 8
- Corroncui – 9
- Erillcastell – 0
- Erta – 2
- Esperan – 0
- Gotarta – 6
- Igüerri – 8
- Iran – 11
- Irgo – 5
- Llesp – 60
- Malpàs – 56
- Peranera – 3
- Perves – 5
- Pinyana – 2
- El Pont de Suert – 2500
- Sarroqueta – 1
- Ventolà – 0
- Viu de Llevata – 10
- Viuet – 0